# Hautajärvi (sjö i Finland, Lappland, lat 67,73, long 25,42)
Hautajärvi är en sjö i Finland. Den ligger i kommunen Kittilä i landskapet Lappland, i den norra delen av landet, 800 km norr om huvudstaden Helsingfors. Hautajärvi ligger 203,6 meter över havet. Arean är 41,1 hektar och strandlinjen är 3,48 kilometer lång. Sjön  ingår i Kemi älvs huvudavrinningsområde. 